# TV Cidade Verde Juína
TV Cidade Verde Juína é uma emissora de televisão brasileira sediada em Juína, cidade do estado do Mato Grosso. Opera nos canais 10 VHF analógico e 40 UHF (10.1) digital, e é afiliada à Rede Cidade Verde. Pertence à Garra Radiotelevisão.

## História

### TV Liberdade (2007-2009)
A emissora foi fundada em 14 de maio de 2007 com o nome TV Liberdade, e iniciou suas operações 1 mês depois, em 21 de junho do mesmo ano, por meio do canal 10 VHF. Pertencia a Juara Radiotelevisão, o mesmo grupo da então TV Juara (afiliada à Rede Record), e o responsável pela emissora era David Vieira, que também atuava como repórter e apresentador. A emissora começou como uma afiliada do SBT. Seus primeiros programas locais eram o SBT Notícias, em 2 edições, e o programa SBT Rural. Em 23 de março de 2009, a emissora estreou o programa Repórter em Ação, apresentado por Ivan Pereira.
No dia 1 de abril de 2009, às 14 horas, a ANATEL, em uma fiscalização, interrompeu as transmissões e lacrou o transmissor da TV Liberdade. O motivo era o uso não autorizado do canal 10 VHF, outorgado em 31 de julho de 2002 para a TV Cidade Verde de Cuiabá (na época, afiliada ao SBT), que havia notificado a agência a respeito do uso desautorizado da frequência pela emissora juinense em 26 de maio de 2008.
A população não tinha conhecimento do verdadeiro motivo da interrupção das transmissões da emissora, que ao ser contatada, afirmava que a interrupção fora ocasionada por problemas nos equipamentos. O fato só foi constatado publicamente no dia 3 de abril, após Lelinho dos Santos Kapich, apresentador e então proprietário da TV Mundial (afiliada da Record na cidade) invadir a sala de transmissão da TV Liberdade para uma reportagem do vespertino Programa do Lelinho. Ele mostrou para os telespectadores os lacres e selos da agência reguladora no transmissor, afirmando que o sinal da TV Mundial já teria sofrido interferência do equipamento da afiliada do SBT. Ele ainda criticou a empresa responsável pela estação concorrente, declarando que "é muito fácil montar um meio de comunicação, comprar um transmissor, e entrar assim. Agora, nós gastamos dinheiro para legalizar". Possivelmente por meio de um acordo com a TV Cidade Verde, a emissora retomou suas atividades na segunda semana do mesmo mês.

### TV Cidade Verde Juína (2009-atual)
Em 11 de maio de 2009, a emissora passa oficialmente a fazer parte da Rede Cidade Verde, e muda seu nome para TV Cidade Verde Juína. Em 16 de maio, à meia noite e 45, a emissora se afilia à Band, seguindo a cabeça de rede em Cuiabá, que havia rompido com o SBT no dia anterior. Novos programas locais estrearam, como o Jornal da Band Juína e o Band Rural.
Em julho de 2009, a Garra Radiotelevisão, de propriedade de Adovaldo Ferreira, assume oficialmente o controle da emissora.
Em 20 de junho de 2010, a TV Cidade Verde Juína foi premiada pela Associação Comercial de Juína, que realizou uma pesquisa para saber a opinião da população sobre qual foi a emissora de televisão destaque do município em 2009. A afiliada da Band foi votada por 49% dos participantes, vencendo a TV Mundial, que teve 44% dos votos, e ficou em segundo lugar.
Em 1 de setembro de 2019, seguindo a TV Cidade Verde de Cuiabá, após 10 anos de afiliação, a emissora deixa de transmitir a programação da Band e passa a transmitir a Rede Cidade Verde, se tornando uma emissora afiliada da nova rede independente.

## Sinal digital
| Canal virtual | Canal digital | Resolução de tela | Programação                                                        |
| ------------- | ------------- | ----------------- | ------------------------------------------------------------------ |
| 10.1          | 40 UHF        | 1080i             | Programação principal da TV Cidade Verde Juína / Rede Cidade Verde |

A emissora foi autorizada por meio de uma portaria do Ministério de Comunicações em 23 de maio de 2012, que concedeu, para a Televisão Cidade Verde S/A, a concessão do canal 40 UHF digital de Juína. A portaria foi assinada por Genildo Lins de Albuquerque Neto. A emissora iniciou suas operações no sinal digital em 28 de fevereiro de 2021, e passou a transmitir sua programação local em alta definição a partir de 9 de março.

## Programas
Além de exibir a programação da Rede Cidade Verde, a emissora produz e exibe os seguintes programas:
- Juína Urgente: Jornalístico, com Adovaldo Ferreira;
- Programa TV+: Televendas, com Kariny Gonçalves

Outros programas compuseram a grade de programação da emissora e foram descontinuados:
- Adovaldo Ferreira Especial
- A Hora da Graça
- Band Alegria
- Band Rural
- Falando Sério
- Fatos
- Jornal da Band Juína
- Repórter em Ação
- SBT Notícias 1ª Edição
- SBT Notícias 2ª Edição
- SBT Rural
- Semeando a Palavra, Colhendo os Frutos

## Equipe

### Membros atuais

#### Apresentadores
- Adovaldo Ferreira

### Membros antigos
- Cleber Batista [24]
- Danilo Carneiro[25]
- David Vieira (hoje na TV Ideal em Diamantino)[4]
- Ivan Pereira (hoje na Band FM Juína)[6]
- Joatan de Souza[10]
- Reginaldo "Carreirinha" Martins[21]
- Rodrigo Balla[26]
- Lidiane Galdino
- Geremias Bento
- Marcos Di Perez